# Pinzamiento subacromial
El síndrome de pinzamiento subacromial, también conocido como síndrome subacromial o simplemente pinzamiento subacromial, representa una serie de patologías que afectan al hombro, entre las cuales se incluyen afecciones como la bursitis subacromial o la tendinitis o rotura del tendón de uno o varios de los músculos del manguito de los rotadores. El síndrome recibe ese nombre porque se da el pinzamiento de las estructuras halladas entre la cabeza del hueso húmero y el acromion, que es un saliente óseo situado en la porción más anterior de la escápula. El lugar anatómico delimitado entre ambos se conoce como espacio subacromial. La relación etiológica que existe entre el pinzamiento subacromial y la patología del manguito es hoy en día objeto de debate. Sin embargo, se considera que esta tiene un origen principalmente multifactorial, en el que influyen mecanismos tanto extrínsecos como intrínsecos.
Las consecuencias más notables del atrapamiento son la pérdida funcional y la discapacidad.
El tratamiento habitual incluye la ingesta de antiinflamatorios no esteroideos, fisioterapia, inyecciones analgésicas y, en algunas ocasiones, intervención quirúrgica. Sin embargo, no existe consenso científico sobre qué formas de aplicación de los tratamientos son más eficaces.
Fue descrito por primera vez por el cirujano Charles Neer en 1972.

## Epidemiología
De todas las patologías que afectan al complejo del hombro, el pinzamiento subacromial se considera la más común, correspondiéndose con un 44-65% del total de todas las visitas médicas relacionadas con dolor del hombro. Sin embargo, los cálculos epidemiológicos varían en gran medida en función de cómo es definido el síndrome en los estudios realizados. Un estudio de 2012 identificó que el 35% de los pacientes que muestran pinzamiento subacromial crónico presentan, a su vez, pinzamiento subcoracoideo.

## Desarrollo de la enfermedad

Acromion (en rojo), el espacio inferior a este y hasta su límite en la cabeza humeral constituyen el espacio subacromial.

El espacio subacromial está delimitado inferior y lateralamente por la cabeza humeral, en un plano superior por el borde anterior e inferior del tercio anterior del acromion, y lateralmente por el ligamento coraco-acromial y la articulación acromio-clavicular. La altura del espacio entre el acromion y la cabeza humeral varía entre 1 y 1,5 cm según muestran las radiografías en personas sanas. Entre estas dos estructuras se hallan los tendones del manguito de los rotadores, la cabeza larga del tendón del bíceps, la cápsula articular de la articulación del hombro y el ligamento coracoacromial. Cualquier alteración que disturbe la relación espacial entre estas estructuras puede conducir a un pinzamiento subacromial.
El músculo, dentro del manguito de los rotadores, que con mayor frecuencia se constituye como origen del dolor por el atrapamiento es el supraespinoso.

## Clasificación
La clasificación de Neer se utiliza a menudo para dividir los estadios del progreso patológico del pinzamiento subacromial. El estadio I se caracteriza por la presencia de edema y hemorragia de la cápsula articular subacromial y el manguito de los rotadores, y a menudo se da en pacientes que tienen menos de 25 años de edad. El estadio II presenta daños irreversibles, como fibrosis y tendinitis avanzada del manguito de los rotadores y se da frecuentemente en pacientes entre los 25 y 40 años de edad. El estadio III está caracterizado por cambios de carácter crónico, como rotura parcial o completa de los tendones del manguito, presentándose con mayor frecuencia en sujetos de más de 40 años de edad.

## Diagnóstico
El diagnóstico inicial para el pinzamiento subacromial se realiza en base a los síntomas y a una serie de pruebas exploratorias adicionales que deberán confirmarse con el uso de pruebas de imagen específicas. El reconocimiento temprano de la causa del dolor del hombro permite reducir el riesgo de complicaciones y la progresión patológica del pinzamiento y evita el incremento de morbilidad en sujetos que lo sufren, que a menudo se presenta en forma de reducción de la actividad o rotura parcial o total del manguito.
En el caso de complementar con pruebas imagen, a menudo se utiliza la radiografía, el examen por ultrasonido  y la resonancia magnética nuclear para confirmar la sospecha diagnóstica. La radiografía permite descartar que existan espolones o anomalías en la morfología del acromion que se hayan constituido como causa del síndrome, así como otras patologías identificables a través de esta prueba de imagen como la tendinitis calcificante, fracturas o neoplasias. El ultrasonido es una forma rápida, precisa y barata de evaluar posibles roturas parciales del manguito. Sin embargo, dentro de las pruebas radiológicas, la resonancia magnética nuclear se considera el gold standard para evaluar roturas parciales o totales de los tendones afectados, aunque un estudio halló que esta solo se realiza en el 5,2% de los sujetos afectados.

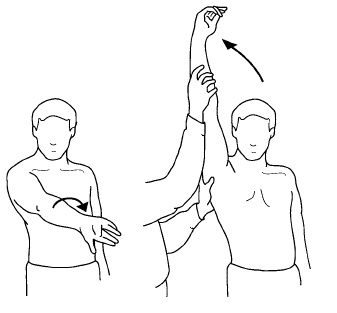
Realización del test de Neer.

En cuanto a la exploración física, el pinzamiento subacromial se caracteriza, sobre todo, por presentar dolor en movimientos relacionados con la elevación del brazo —como el de flexión y abducción—, que supondría la contracción de los músculos implicados o el estrechamiento del espacio subacromial. La sintomatología se da en forma de arco doloroso, es decir, con intensidad que aumenta de forma progresiva en la realización de los movimientos mencionados. Los tests más frecuentemente utilizados en la práctica clínica para detectar un compromiso subacromial son los siguientes:
- Test de Neer: con el brazo del paciente en rotación interna y estabilizando su escápula, el terapeuta realiza flexión pasiva máxima del hombro del paciente. En ocasiones, si el test es positivo, de forma complementaria, se le administra un anestésico local en el espacio subacromial y se repite. Si en la segunda repetición bajo anestésico se da una reducción significativa del dolor o una ausencia de este, el positivo se confirma.[15]
- Test de Hawkins-Kennedy: de forma pasiva, el terapeuta coloca el brazo del paciente a 90° de abducción en el plano de la escápula con el codo en flexión. A continuación, el terapeuta realiza rotación interna de forma progresiva. De nuevo, el test es positivo si el paciente refiere sufrir dolor en forma de arco doloroso.[15]

La sensibilidad (capacidad para detectar un positivo verdadero) de cada uno de los test varía, con un 79% para el test de Hawkins-Kennedy y un 72% para el test de Neer; la especificidad (capacidad para detectar un negativo verdadero) es de 59% y 60% respectivamente. Otras patologías como artrosis acromio-clavicular o rotura en SLAP pueden dar un positivo en la realización de los tests.

## Tratamiento
El dolor agudo derivado del pinzamiento subacromial a menudo se trata mediante la administración de antiinflamatorios no esteroideos. Si los síntomas persisten, se recomienda el uso de inyecciones de corticoesteroides localizadas en el espacio subacromial. El ejercicio terapéutico, a menudo supervisado por un fisioterapeuta, tiene resultados positivos, y se centra en la realización de contracciones de baja intensidad y alta frecuencia de los músculos del manguito y estabilizadores de la escápula, a menudo haciéndose hincapié en el movimiento de rotación interna del hombro. La contracción es más efectiva si esta se realiza de forma excéntrica y con estabilización de la escápula. Adicionalmente, el masaje y el tratamiento de puntos gatillo miofasciales se usa frecuentemente en este tipo de pacientes para reducir el dolor.
Un estudio de 2017 comparó un tratamiento que consistía en la administración de plasma sanguíneo rico en plaquetas con un programa de ejercicio terapéutico adaptado. Los resultados mostraron que, aunque ambos tratamientos consiguieron reducir el dolor en el sujeto, el ejercicio terapéutico resultó ser más efectivo.
El seguimiento del tratamiento a través de radiografía, a pesar de ser bastante común, no posee buena capacidad predictiva para evaluar la evolución de la enfermedad.
La evidencia científica respecto al uso de cirugía para tratar el pinzamiento subacromial es escasa. La cirugía reparativa, por tanto, solo se emplea cuando se ha dado ruptura del tendón de uno de los músculos del manguito de los rotadores implicados o cuando el paciente no ha respondido bien al tratamiento no quirúrgico tras un período de tiempo prolongado. Esta se realiza mediante artroscopia.